# Vellozia capiticola
Vellozia capiticola är en enhjärtbladig växtart som beskrevs av Lyman Bradford Smith. Vellozia capiticola ingår i släktet Vellozia och familjen Velloziaceae. Inga underarter finns listade.